# Oleksiivka, Bohuslav
Oleksiivka (în ucraineană Олексіївка) este un sat în comuna Mîhailivka din raionul Bohuslav, regiunea Kiev, Ucraina.

## Demografie
Componența lingvistică a localității Oleksiivka
     Ucraineană (97,69%)
     Rusă (2,31%)
Conform recensământului din 2001, majoritatea populației localității Oleksiivka era vorbitoare de ucraineană (97,69%), existând în minoritate și vorbitori de rusă (2,31%).